# دانیل خارمس

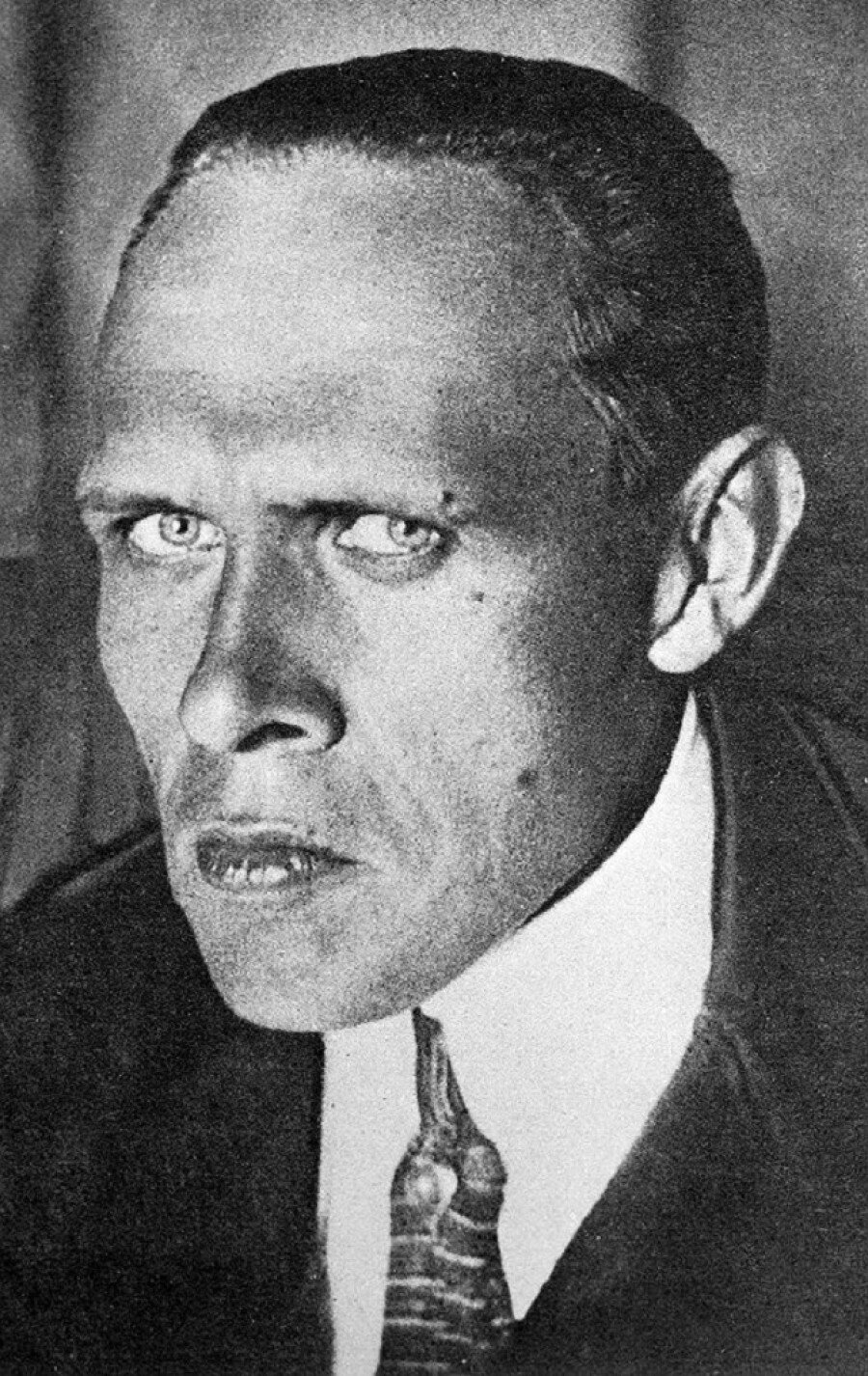

دانیل ایوانویچ یواچف (به روسی: Даниил Иванович Ювачёв) مشهور به دانیل خارمس (به روسی: Дании́л Ива́нович Хармс) (زادهٔ ۳۰ دسامبر ۱۹۰۵ در سن پترزبورگ – درگذشتهٔ ۲ فوریه ۱۹۴۲ در سن پترزبورگ) شاعر، داستان‌نویس و نمایش‌نامه‌نویس سبک فراواقع‌گرایی و ابزورد دوران اولیهٔ اتحاد جماهیر شوروی سوسیالیستی بود. یکی از نام‌های مستعار او که با الفبای لاتین با آن امضا می‌کرد دانیل شارمس (به فرانسوی: Daniel Charms) بود.

## زندگی
دانیل ایوانویچ یواچف (به روسی: Даниил Иванович Ювачёв) در سن پترزبورگ و در خانوادهٔ ایوان یواچف، یکی از اعضای سرشناس گروه انقلابی ارادهٔ خلق زاده شد. در این دوران یواچف بزرگ به دلیل مشارکت در اعمال خرابکارانه علیه تزار الکساندر سوم روسیه در زندان بود و با آشنایی با آنتون چخوف در طول سفر اخیرش به ساخالین به یک فیلسوف مذهبی بدل شده بود.
دانیل نام مستعار «خارمس» (به انگلیسی: Kharms) را وقتی ابداع کرد که در حال تحصیل در دبیرستان معتبر آلمانی «پترشول» بود، که احتمالاً تحت تأثیر شخصیت مورد تحسینش، یعنی شرلوک هلمز اثر آرتور کانن دویل این نام را برگزید. وقتی که دانیل در پترشول درس می‌خواند در سطح مقدماتی با زبان‌های انگلیسی و آلمانی آشنا شد و ممکن است که این نام از کلمهٔ انگلیسی «harm» و «charm» نشأت گرفته باشد که او آن را بدل به «Kharms» کرد. دانیل خارمس در طول دورهٔ زندگی حرفه‌ای‌اش علاوه‌بر این عنوان، از طیفی از نام‌های مستعار ساخته‌شده از نامش و کلمهٔ «خارمس» استفاده کرد؛ از قبیل نام‌های مستعار دان‌دان (به انگلیسی: DanDan)، خارمس (به انگلیسی: Khorms)، شارمس (به انگلیسی: Charms)، شاردام (به انگلیسی: Shardam)، خارمس-شاردام (به انگلیسی: Kharms-Shardam) و غیره. شایع است که او نام خارمس را به گذرنامهاش هم وارد کرده‌است.

## تأثیر
- در ابتدای بسیاری از نوشته‌های کودکانهٔ خارمس بدل به موسیقی شدند و پس از آن اغلب از رادیو پخش می‌شدند.
- در سال ۲۰۰۶ سیمون ناباتوف، پیانسیت جاز روسی-آمریکایی، و فیل مینتون، خوانندهٔ جاز انگلیسی، آلبومی با نام «چند برخورد ناچیز» (به انگلیسی: A Few Incidences) منتشر کردند که بر اساس آثار خارمس بود.[۴]
- تد میلتون همراه با سم بریتون (نوازندهٔ لپ‌تاپ) نمایشی را بر اساس نوشته‌های خارمس با نام «به راه خارمس» (به انگلیسی: In Kharms Way) به صحنه برد.
- گروه موسیقی استتیک اجوکیشن (به انگلیسی: Esthetic Education) آهنگی ساخته‌اند با عنوان «جوراولی و کورابلی» (به انگلیسی: Juravli I Korabli) که در آلبوم «چهره‌خوانی» (به انگلیسی: Face Reading) و آلبوم «لایو ات رینگ» (به انگلیسی: Live at Ring) آن‌ها منتشر شد.
- هافلیدی هالگریمسون (به انگلیسی: Haflidi Hallgrimsson) بر اساس ترجمهٔ انگلیسی نوشته‌های خارمس آهنگسازی آثاری را بر عهده داشته‌است.[۵]

## ترجمه آثار به زبان فارسی
کتاب «امروز چیزی ننوشتم» شامل گزیده داستان‌ها و نوشته‌های دانیل خارمس با ترجمه رضا مرتضوی در زمستان سال ۱۳۹۲ توسط انتشارات ققنوس منتشر شد. این کتاب اولین ترجمه از آثار دانیل خارمس به زبان فارسی است.

## پی‌نوشت
1. ↑  Saunders, George (2007). "Soviet Deadpan" (به انگلیسی). Retrieved 2008-08-10. {{cite news}}: Unknown parameter |ماه= ignored (help)
2. ↑  Кобринский، Александр (۲۰۰۹). Даниил Хармс. Жизнь замечательных людей. Moscow: Molodaya Gvardiya. ص. ۱۸. شابک ۹۷۸-۵-۲۳۵-۰۳۲۵۸-۳.
3. ↑  Кобринский، Александр (۲۰۰۹). Даниил Хармс. Жизнь замечательных людей. Moscow: Molodaya Gvardiya. شابک ۹۷۸-۵-۲۳۵-۰۳۲۵۸-۳.
4. ↑  «نسخه آرشیو شده». بایگانی‌شده از اصلی در ۱۱ ژوئن ۲۰۱۲. دریافت‌شده در ۲ سپتامبر ۲۰۱۲.
5. ↑  Gill, Andy (2010). "Album: Haflidi Hallgrimsson, Mini Stories (Signum Classics)" (به انگلیسی). London. {{cite news}}: |access-date= requires |url= (help); Unknown parameter |ماه= ignored (help)
6. ↑  «صفحه کتاب در وب سایت انتشارات ققنوس». بایگانی‌شده از اصلی در ۲۸ ژوئیه ۲۰۱۴. دریافت‌شده در ۲۱ ژوئیه ۲۰۱۴.
7. ↑  «صفحه کتاب در وب سایت رضا مرتضوی». بایگانی‌شده از اصلی در ۲۹ ژوئیه ۲۰۱۴. دریافت‌شده در ۲۸ ژوئیه ۲۰۱۴.